# 22e Panzerdivision
Pour les articles homonymes, voir 22e division.
La 22e Panzerdivision était une division blindée de la Wehrmacht durant la Seconde Guerre mondiale. Elle a été créée en septembre 1941 en France.

## Emblèmes divisionnaires

Insigne de la 22e Panzerdivision

## Histoire
La 22e Panzerdivision a été formée le 25 septembre 1941 en France. Elle est transférée sur le secteur sud du front de l'Est en mars 1942. Cette division sera la dernière à utiliser le char Panzer 38(t) tchécoslovaque, complètement obsolète en 1942, au sein de son Panzer-Regiment.204.
Après une première attaque désastreuse le 20 mars, dans laquelle les unités de la division ont perdu 30-40 % de leur personnel, la division est restée en Crimée et prend part à l'Opération Outarde (en allemand : Unternehmen Trappenjagd). En mai 1942, la division est envoyée au nord pour la région de Kharkov, puis prend part à l'offensive de l'été 1942 contre les forces soviétiques dans le coude de la rivière Don menant à la bataille de Stalingrad. Le 23 juillet 1942, elle participe à la bataille de Rostov.
La 22e Panzerdivision intègre en suite le XXXXVIII Panzer Corps du lieutenant-général Ferdinand Heim, aux côtés de la 1re Division blindée roumaine (équipé de chars R2 aussi obsolètes, semblable au Panzer 35(t)). Elles servent de réserve mobile pour le groupe d'armées B et protège notamment les arrières de la 6e armée allemande dans la région de  Stalingrad.
Le 19 novembre 1942 les Soviétiques lancent l'Opération Uranus, une grande contre-offensive qui vise à encercler la 6e armée allemande et une grande partie de la IVe Armée Panzer. Le XXXXVIII. Panzer korps, dont fait partie la 22e Panzer-division, est la seule force mobile disponible pour faire face à l'offensive russe qui a percé les lignes roumaines. Cependant, privé d'informations, devant faire face à des ordres contradictoires et à un adversaire beaucoup plus puissant que lui, le XXXXVIII. Panzer-korps est incapable d'endiguer le flot russe. Hitler tiendra Heim pour responsable de cet échec. Cependant les causes en sont multiples : la 22e panzer était déployée sur une zone trop large, la majeure partie de ses chars, obsolètes, étaient incapables de s'opposer aux T-34 et, avant même l'offensive soviétique, une partie avaient été mise hors service soit lors du déploiement sur des routes gelées, soit par les souris ! En effet, la division était restée stationnée pendant une longue période où elle avait protégé ses chars par de la paille, des souris y avaient trouvé refuge avant de s'installer dans les chars et d'y manger le système d'isolation des fils électriques.
Après des combats désespérés autour de la ville russe de Petshany du 19 au 22 novembre 1942, la 22e Panzerdivision est pratiquement détruite, les survivants se dirigeant vers le sud-ouest pour traverser la rivière Chir afin de rejoindre différents Kampfgruppen. 

La 22e Panzerdivision est ensuite dissoute en avril 1943. Une partie de la division est reprise par la 23e Panzerdivision et une autre par la 6e Panzerdivision.
Le Général Heim est relevé de son commandement et mit en disgrâce avant d'être rappelé au service actif en 1944 pour prendre de commandement de la défense désespérée de Boulogne en France.

## Commandants
| Début             | Fin             | Grade        | Nom                         |
| ----------------- | --------------- | ------------ | --------------------------- |
| 25 septembre 1941 | 7 octobre 1942  | Generalmajor | Wilhelm von Apell           |
| 8 octobre 1942    | 31 octobre 1942 | Oberst       | Hellmut von der Chevallerie |
| 1er novembre 1942 | 8 février 1943  | Oberst       | Eberhard Rodt               |

## Ordre de batailles
En 1941
- Schützen-Brigade.22
  - Schützen-Regiment.129
  - Schützen-Regiment.140
  - Kradtschtz-Batallon.24
- Panzer-Regiment.204
- Panzer-Aufklärungs-Abteilung.22
- Panzer-Artillerie-Regiment.140 (motorisé)
- Panzer-Jäger-Abteilung.140
- Panzer-Pionier-Batallon.50
- Panzer-Nachrichten-Abteilung.140
- Kdr-Division-Nachsch.Tr.140
- Feeders.Batallon.140

En 1942
- Schützen-Brigade 22
  - Schützen-Regiment 129
    - Schützen-Bataillon I
    - Schützen-Bataillon II

  - Schützen-Regiment 140
    - Schützen-Bataillon I
    - Schützen-Bataillon II

  - Kradschützen-Bataillon 24
- Panzer-Regiment 204
  - Panzer-Abteilung I
  - Panzer-Abteilung II
- Artillerie-Regiment 140
  - Artillerie-Abteilung I
  - Artillerie-Abteilung II
  - Artillerie-Abteilung III
- Aufklürungs-Abteilung 22
- Panzerjüger-Abteilung 140
- Pionier-Bataillon 50
- Nachrichten-Abteilung 140

En 1943
- Panzergrenadier-Regiment 129
  - Panzergrenadier-Bataillon I
  - Panzergrenadier-Bataillon II
- Panzergrenadier-Regiment 140
  - Panzergrenadier-Bataillon I
  - Panzergrenadier-Bataillon II
- Panzer-Regiment 204
  - Panzer-Abteilung I
  - Panzer-Abteilung II
  - Panzer-Abteilung III
- Panzer-Artillerie-Regiment 140
  - Panzer-Artillerie-Abteilung I
  - Panzer-Artillerie-Abteilung II
  - Panzer-Artillerie-Abteilung III
- Panzer-Aufklärungs-Abteilung 140
- Heeres-Flak-Artillerie-Abteilung 289
- Panzerjäger-Abteilung 150
- Panzer-Pionier-Bataillon 140
- Panzer-Nachrichten-Abteilung 140

## Théâtres d'opérations
- France: septembre 1941 - février 1942
- Front Est - secteur Sud: février 1942 - avril 1943
  - Juin 1942: Opération Fall Blau
    - Détroit de Kerch
    - Tentative de rallier Stalingrad
- Avril 1943: Les restes de la division sont incorporés dans la 23e Panzerdivision.

## Récompenses
- 2 membres de la 22e Panzerdivision sont faits Chevaliers de la Croix de fer.

## Personnalités de la22ePanzerdivision
- Hermann von Oppeln-Bronikowski:  Médaille d'or du dressage par équipe aux jeux Olympiques de 1936 à Berlin,  Allemagne.
- Herbert Zimmermann : célèbre commentateur footballistique à la radio allemande après-guerre.